# Bartolomeo Borghesi
 (mai 2022).
Pour les articles homonymes, voir Borghesi.
Bartolomeo Borghesi (né le 11 juillet 1781 à Savignano sul Rubicone, dans l'actuelle province de Forlì-Cesena, alors dans les États pontificaux et mort le 16 avril 1860 à Saint-Marin) est un numismate écrivain et épigraphiste italien du XIXe siècle.

## Biographie
Bartolomeo Borghesi reçut de son père un riche cabinet de médailles, qu'il augmenta considérablement, se retira en 1821 pendant les troubles de l'Italie au mont Titan, dans la République de Saint-Marin, pour s'y livrer en paix à l'étude, publia sur la numismatique et l'épigraphie de nombreux travaux qui attirèrent sur lui l'attention de l'Europe savante.
Il fut membre associé étranger de l'Académie des inscriptions et belles-lettres, agrégé à l'Institut de France et à l'Académie de Berlin. Il a laissé de nombreux manuscrits que Napoléon III fit publier à ses frais.
Son buste est représenté sur la pièce de 2 euro commémorative de 2004 de la République de Saint-Marin.

## Œuvres
- Nouveaux fragments des fastes consulaires du Capitole, (Milan, 1818-1819)
- Œuvres complètes de Bartolomeo Borghesi, publiées par les ordres et aux frais de S.M. l'Empereur Napoléon III (1860 et années suivantes).

## Sources
Marie-Nicolas Bouillet  et Alexis Chassang (dir.), « Bartolomeo Borghesi » dans Dictionnaire universel d’histoire et de géographie, 1878 (lire sur Wikisource)